# Nkosinathi Joyi
Nkosinathi Joyi (* 1. Januar 1983 in Mdantsane, Südafrika) ist ein südafrikanischer Boxer im Strohgewicht. 

## Profikarriere
Im Jahre 2002 begann er erfolgreich seine Profikarriere. Am 26. März 2010 boxte er gegen Raúl García um den Weltmeistertitel des Verbandes IBF und gewann nach Punkten. Diesen Gürtel verlor er in seiner 3. Titelverteidigung im September 2010 an Mario Rodríguez.